# Gijzenrooi (Eindhoven)
Gijzenrooi is een buurt in het stadsdeel Stratum in de stad Eindhoven, in de Nederlandse provincie Noord-Brabant. De buurt is vernoemd naar het gehucht Gijzenrooi, dat zich iets verder naar het oosten bevond, in de huidige gemeente Geldrop. Op 1 januari 2023 telde de buurt 1.775 inwoners, verdeeld over 731 woningen, met een gemiddelde WOZ-waarde van € 564.000, op een oppervlakte van 0,59 km². 
De buurt behoort tot de wijk Putten, waartoe de volgende buurten behoren:
- Poeijers
- Burghplan
- Sintenbuurt (Bonifaciuslaan)
- Tivoli
- Gijzenrooi
- Nieuwe Erven
- Kruidenbuurt
- Schuttersbosch
- Leenderheide
- Riel